# Antonov An-74
Antonov An-74 (tên mã NATO Coaler) là một loại máy bay vận tải của Liên Xô/Ukraina, được phòng thiết kế Antonov phát triển. Đây là một biến thể của An-72.

## Biến thể
- An-74:
- An-74A:
- An-74MP:
- An-74T:
- An-74T-100:
- An-74D
- An-74-100:
- An-74-200:
- An-74TK:
- An-74TK-100:
- An-74TK-200:
- An-74TK-200C:
- An-74T-200:
- An-74T-200A:
- An-74TK-300:
- An-74TK-300D:
- An-74-400:

## Quốc gia sử dụng

### Dân sự

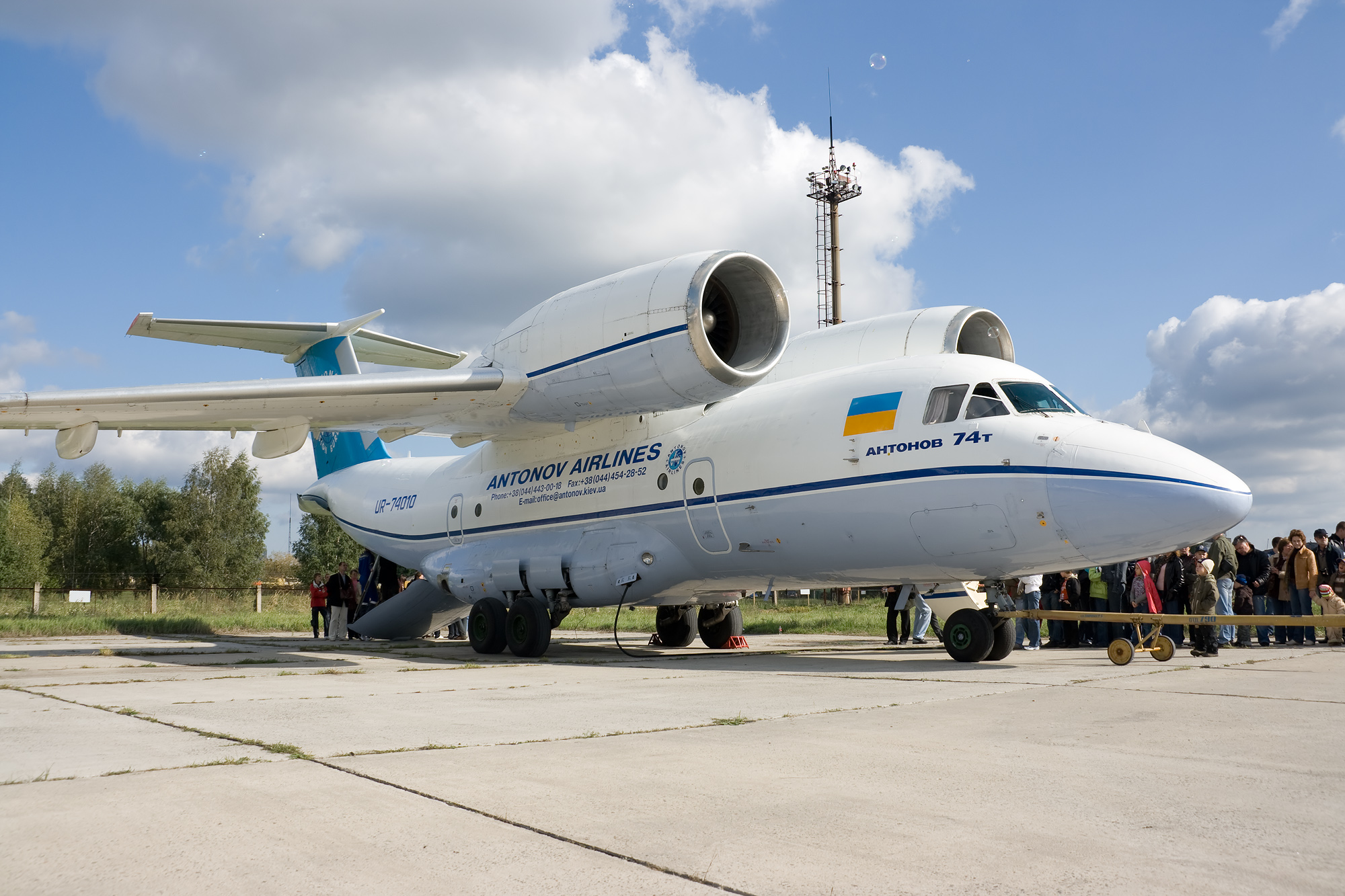
Antonov Airlines An-74 tại sân bay Gostomel (sân bay Antonov)

Nga
- Aeroflot

 Moldova
- Cavok Air[2]

### Quân sự
Ai Cập
- Không quân Ai Cập: 9 (An-74T-200A)

 Iran
- Không quân Cộng hòa Hồi giáo Iran: 4 (An-74TK-200), 7 (An-74T-200)

## Tính năng kỹ chiến thuật
Dữ liệu lấy từ The Osprey Encyclopaedia of Russian Aircraft 1875–1995
Đặc điểm tổng quát
- Kíp lái: 5
- Sức chứa: lên tới 52 hành khách

Clength m= 28.07
- Sải cánh: 31.89 m (104 ft 7½ in)
- Chiều cao: 8.65 m (28 ft 4½ in)
- Diện tích cánh: 98.62 m2 (1,062 ft2)
- Trọng lượng rỗng: 19.050 kg (42.000 lb)
- Trọng lượng có tải: 34.500 kg (76.058 lb)
- Động cơ: 2 × Lotarev D-36 series 1A, lực đẩy 63,9 kN (14.330 lbf) mỗi chiêc

Hiệu suất bay
- Vận tốc cực đại: 700 km/h (435 mph)
- Vận tốc hành trình: 550 / 600 km/h (342 / 373 mph)
- Tầm bay: 4.325 km (2.688 dặm)